# Mime (teatro)
Mime foi uma forma teatral cultivada na Grécia e na Roma antigas. Não deve ser confundida com a mímica nem com a pantomima.
O mime não tem uma origem esclarecida, mas iniciou a ganhar destaque no período helenístico, e pelo menos a princípio parece ter-se tratado de um teatro popular com uma abordagem vulgar e grosseira, apelando às paixões e gostos mais baixos. Sobrevivem poucos textos de mimes, mas a partir dessa evidência se presume que fossem geralmente peças curtas em monólogo ou diálogo, com um foco no realismo e na comédia.
Pouco se sabe sobre a natureza de sua apresentação. Os mais antigos exemplos aparentemente eram representados em qualquer lugar onde se reunisse uma plateia. Mais tarde passaram a ser apresentados também em teatros com cenários elaborados e sofisticados recursos cênicos, modificando também sua temática e estilo, introduzindo temas filosóficos e literários e um texto de maior requinte. Mesmo assim, foi um gênero que permaneceu largamente à margem dos grandes festivais e do patrocínio oficial, dependendo antes do pagamento direto do público. Parece ter exigido sempre um único ator, o arquimime, mesmo quando havia mais de um personagem, e apesar da existência de um texto, o ator devia dar conta da representação basicamente através da gesticulação e da expressividade. Relatos antigos dizem que muitos mimes sequer foram escritos para representação, sendo destinados apenas à leitura.
O mime gradualmente cresceu em importância a ponto de ultrapassar os outros gêneros dramáticos, e no tempo da Roma Antiga se tornou o gênero preferencial. Com o advento do Cristianismo, também foi o gênero mais atacado pelos primeiros escritores cristãos, por causa de sua escandalosa licenciosidade e irreverência. Porém, diante de críticas cada vez mais frequentes, e apesar de sua versatilidade e adaptabilidade a variados contextos e públicos, o mime declinou e não foi capaz de sobreviver à Idade Média.